# تشارلز ريان
تشارلز ريان (بالإنجليزية: Charles Ryan)‏ هو جراح أسترالي، ولد في 20 سبتمبر 1853 في Longwood, Victoria ‏ في أستراليا، وتوفي في 23 أكتوبر 1926.